# Wachtstein
Der Wachtstein ist ein 958 m ü. A. hoher Berg des mittleren Waldviertels in Niederösterreich, etwa 25 km südlich der Bezirkshauptstadt Zwettl. Sein Gipfelfelsen ist der höchste im weiten Umkreis und besteht aus mehreren hausgroßen Felsblöcken aus Granit, dem vorherrschenden Gestein der Umgebung.
Auf den Gipfelfelsen führt ein mit Geländer gesicherter Steig, von dem man gefahrlos auf die oberste Plattform springen kann. Direkt unter dem Wachtstein, der seinen Namen aus der Zeit der Türkenkriege hat, liegt der Ort Bad Traunstein. Die Siedlung auf dem nach Süden geneigten Berghang liegt zwischen 850 und 948 m Seehöhe.
Ein vorgelagerter Felsblock trägt ein Tau-Kreuz, das mit den Granitblöcken und dem an ihrem Fuß angelegten Kräutergarten des örtlichen Bildungshauses dem Gipfel sein Gesicht verleiht. Der natürliche Wachtturm diente seit dem 14. Jahrhundert als Mittel zur Verständigung zwischen den umliegenden Burgen mittels Kreidfeuer.